# ロバート・クレイ
ロバート・クレイ（英語: Robert Cray、1953年8月1日 - ）は、アメリカ合衆国出身のブルース・ギタリスト、シンガー。
1980年代に新世代のブルースマンとして頭角を現し、「Smoking Gun」のヒットを生んだ。メンフィス・ソウルやテキサス・ブルースなどの影響を強く受けつつ、マイナー調を多用したコンテンポラリーな独自のサウンドを築き上げた。

## 来歴
1953年、アメリカ合衆国ジョージア州コロンバスに生まれ、生後11ヶ月で軍人だった父親の転勤のためワシントン州タコマへ移住し、幼少期をこの地で過ごすこととなった。
1965年、12歳のとき、ビートルズの影響でギターを始めた。10代の頃からロックやブルース、ソウルなど様々な音楽を嗜み、特にジミ・ヘンドリックスやアルバート・コリンズから影響を受けた。
1974年、自己のバンドを結成。アルバート・コリンズのバックも務めている。
1978年、映画『アニマル・ハウス』にオーティス・デイ&ザ・ナイツのベーシストとして出演した。
1980年、アルバム『Who's Been Talkin'』でレコード・デビューを果たす。しかし、彼のスタイルを確固たるものとしたのは続くセカンド・アルバム『Bad Influence』 (1983年)だった。特にこのアルバムのタイトル曲は、後にエリック・クラプトンがアルバム『オーガスト』で取り上げるなど、広く知られるようになった。また、冒頭を飾る「Phone Booth」も彼の代表曲の一つとして知られる。この曲は、彼のアイドルでもあるアルバート・キングが1984年のアルバムで取り上げ、アルバム・タイトルにもなっている（『I'm in a Phone Booth, Baby』)。
1984年、ジョン・リー・フッカーの来日公演の前座として、初来日。全国6都市で演奏した。クレイは後にフッカーのアルバム『The Healer』(1989年)及び『Mr. Lucky』(1991年)にも参加し、再び共演をしている。
1985年、アルバム『Showdown!』でアルバート・コリンズ、ジョニー・コープランドと共演。このアルバムはグラミー賞も受賞し、クレイも注目を集めることとなった。
1986年、大手レーベル、マーキュリーへの移籍第一弾、『Strong Persuader』を発表する。このアルバムからは、「Smoking Gun」がシングル・カットされ、ブルースとしては異例のビルボード・チャート22位に食い込む大ヒットを記録した。
同年、セントルイスで行われたチャック・ベリーの生誕60年を記念するコンサートに、キース・リチャーズらオールスター・メンバーの一員として出演。この模様は、翌年テイラー・ハックフォード監督の『ヘイル!ヘイル!ロックンロール』として映画化された。
1987年、エリック・クラプトンの前座として起用され、来日公演にも同行した。
1990年、アルバム『Midnight Stroll』では、自己のバンドに加えてホーン・セクションにメンフィス・ホーンズを起用。従来以上にソウルフルでファンキーなサウンドを展開する。一方、1993年の『Shame + A Sin』では、ハウリン・ウルフ、アルバート・キングなどの泥臭いブルースの世界を追求している。また、1993年にはB.B.キングのアルバム『Blues Summit』にゲスト参加した。
1997年、『Sweet Potato Pie』を最後にマーキュリーを離れたが、1999年にはライコディスクから『Take Your Shoes Off』をリリース。メンフィス・ソウル色を感じさせるサウンドで健在ぶりを示している。
2006年、初のライブ・アルバムとなる『Live from Across the Pond』をリリースする。
2009年5月、ジャパン・ブルース&ソウル・カーニバルへの出演のため、約13年ぶりに来日。同年8月、ヴァンガード・レコードよりアルバム『This Time』をリリースした。

## ディスコグラフィ
- 1980年 Who's Been Talkin' (Tomato)
- 1983年 『バッド・インフルエンス』 - Bad Influence (Hightone)
- 1985年 『偽りの罪』 - False Accusations (Hightone)
- 1985年 『ショウダウン!』 - Showdown! (Alligator) アルバート・コリンズ、ジョニー・コープランドとの共演盤
- 1986年 『ストロング・パースウェイダー』 - Strong Persuader (Mercury)
- 1988年 『ドント・ビー・アフレイド』 - Don't Be Afraid of the Dark (Mercury)
- 1990年 『ミッドナイト・ストロール』 - Midnight Stroll (Mercury)
- 1992年 『アイ・ウォズ・ウォーンド』 - I Was Warned (Mercury)
- 1993年 『シェイム・アンド・ア・シン』 - Shame + A Sin (Mercury)
- 1995年 『サム・レイニィ・モーニング』 - Some Rainy Morning (Mercury)
- 1997年 『スウィート・ポテト・パイ〜永遠のブルース』『Sweet Potato Pie』 (Mercury)
- 1999年 『テイク・ユア・シューズ・オフ』 - Take Your Shoes Off (Rykodisc)
- 2001年 『シュッド・ビーン・ホーム』 - Shoulda Been Home (Rykodisc)
- 2003年 Time Will Tell (Sanctuary)
- 2005年 Twenty (Sanctuary)
- 2006年 Live from Across the Pond (Nozzle/Vanguard)
- 2008年 Live at the BBC (Universal/Mercury)
- 2009年 This Time (Vanguard/Nozzle)
- 2012年 Nothin But Love (Provogue)
- 2014年 In My Soul (MRI)
- 2017年 Robert Cray & Hi Rhythm (Megaforce)
- 2020年 That's What I Heard (Nozzle)

### 編集盤
- 1999年 Heavy Picks: The Robert Cray Collection (Mercury)
- 2000年 The Best of Robert Cray (Universal/Mercury)
- 2003年 Heritage of the Blues: Phone Booth (Hightone)
- 2005年 Ultimate Collection (Universal Nl)
- 2007年 Definitive Collection (Hip-O Records)